# Torneo de Marsella 2012
El Open 13 es un evento de tenis perteneciente al ATP World Tour en la serie 250. Se juega del 20 al 26 de febrero en Marsella (Francia).

## Campeones

### Individuales Masculino
Juan Martin Del Potro derrota a  Michael Llodra por 6-4 y 6-4.

### Dobles Masculino
Nicolas Mahut /  Edouard Roger-Vasselin derrotan a  Dustin Brown /  Jo-Wilfried Tsonga por 3-6, 6-3 y 10-6.